# Elizabeth Regina Mundi
Elizabeth Regina Mundi, née en 1943 à Bamenda est une sénatrice camerounaise.

## Carrière
À l'Assemblée nationale du Cameroun, elle interpelle[Quand ?] le ministre délégué Paul Tasong sur les travaux liés à la zone industrielle de Bamenda-Nkwen.

### Enlèvement
En avril 2022, lors de la crise anglophone au Cameroun, elle est enlevée par des séparatistes à Bamenda avant d'être libérée un mois plus tard,,.